# Youtube
Youtube (i marknadsföringssammanhang skrivet YouTube) är en videogemenskap, det vill säga en webbplats med videoklipp som laddas upp av dess användare, med tillhörande diskussioner och sociala medier-funktioner. Webbplatsen öppnades den 14 februari 2005.

## Videouppladdning
Videoklipp laddas upp utan kostnad. Det finns vissa villkor på hur man får använda upphovsrättsskyddat material i de uppladdade videorna som måste följas om de ska fortsätta finnas kvar att se. Ett konto, som man kan registrera gratis via ett Google-konto, behövs för att man ska kunna ladda upp och redigera videoklipp, och även kunna kolla på flaggade videoklipp eller videoklipp med en viss åldersgräns.

## Tjänsten

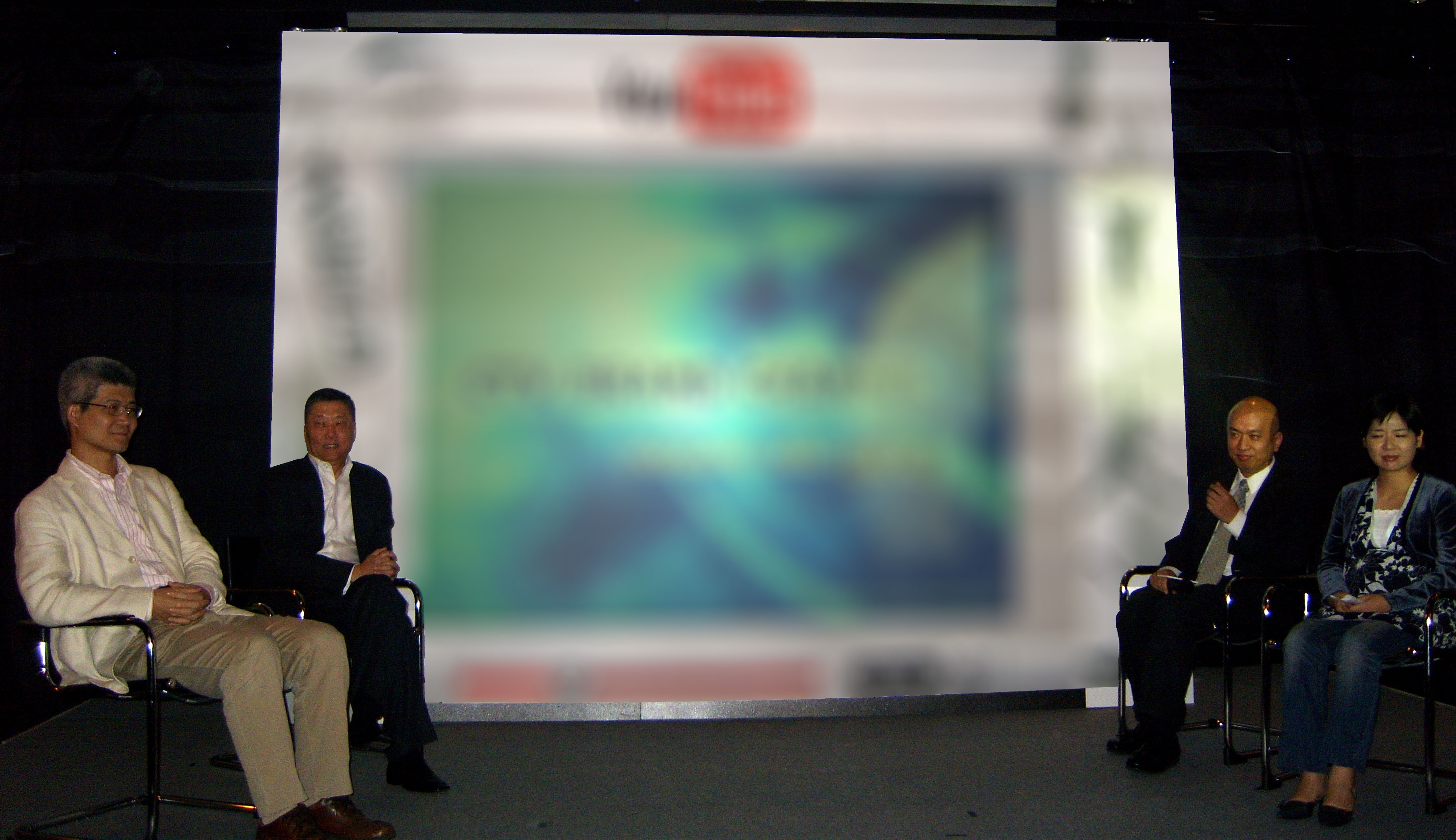
Presentation av den taiwanesiska versionen av YouTube år 2007.

Youtube ger möjlighet för videouppladdning för registrerade användare vilket vem som helst, inkluderande oregistrerade användare på webbplatsen, kan titta på gratis. I undantag måste man betala en avgift för en prenumeration via Youtube Red för att titta på vissa videor och serier. Om man vill kan man välja att göra sina videor tillgängliga endast för dem man vill ska se filmerna (t.ex. familj och vänner). Alla kontoinnehavare, privatpersoner, amatörfilmare, företag, stiftelser och föreningar kan dock ladda upp material som man vill ska ses av en större publik. Videobloggning har ökat i popularitet tack vare Youtube. Detta har lett till ett visst kändisskap för en del bloggare.
Förutom lagring och distribution av videor ingår även videoredigering i tjänsten. Registrerade användare kan använda Youtube Studio för mer avancerad redigering eller Video Builder för att skapa korta reklamfilmer utifrån befintliga mallar.

## Historia
Youtube grundades av Chad Hurley, Steve Chen och Jawed Karim som alla tidigare har varit anställda på företaget Paypal, ett IT-företag som tillhandahåller betalningstjänster på internet. Innan Hurley anställdes av Paypal studerade han design på Indiana University of Pennsylvania. Chen och Karim studerade datavetenskap tillsammans på University of Illinois at Urbana-Champaign. Domänen "Youtube.com" aktiverades den 15 februari 2005 och sajten utvecklades de följande månaderna. Skaparna anordnade en förhandsvisning i maj 2005 och sex och en halv månad senare lanserades Youtube officiellt. Youtubes slogan var från 2005–2012 "Broadcast Yourself".

### Den första videon
Den allra första videon som laddades upp på Youtube var Me at the zoo, den 23 april 2005 klockan 20:27. Videon, som är 19 sekunder lång, visar Jawed Karim under en vistelse på San Diego Zoo. Videon laddades upp från hans konto jawed och filmen är inspelad av Yakov Lapitsky.

### Företaget växer
Företagets enkla början i ett garage och dess övertygelse att erbjuda gratis tjänster utan finansiell hjälp utifrån, förändrades i november 2005 när riskkapitalbolaget Sequoia Capital investerade 3,5 miljoner dollar. I samband med detta tillsattes Roelof Botha, en partner i firman och före detta CFO för Paypal, i Youtubes styrelse. I april 2006 investerade Sequoia ytterligare 8 miljoner dollar i företaget som hade växt explosionsartat på bara några månader.
Den 9 oktober 2006 gjorde Google en nyemission vid introduktion av nystartade Google, inkluderande varumärket Youtube. Nyemissionen utgjorde aktier i Google till ett värde av 1,65 miljarder dollar.
Den 22 oktober 2008 infördes en svensk lokal version av webbplatsen och efter det har även resten av de nordiska länderna fått egna versioner.

### Domänkontrovers
En vanlig felstavning av Youtube är den engelska homofonen "Utube". Domännamnet utube.com ägs dock ej av Youtube utan av företaget Universal Tube & Rollform Equipment, som till följd av Youtubes popularitet fick en mängd besökare till sin webbplats, så mycket att nätverkskapaciteten tog slut och webbservern blev svåråtkomlig. Universal Tube stämde Youtube med anledning att domännamnet var för lik deras. Sedan juni 2008 har Universal Tube bytt domän till utubeonline.com, men äger fortfarande utube.com, där de har lagt upp reklam.

### Tillväxt och uppmärksamhet i media

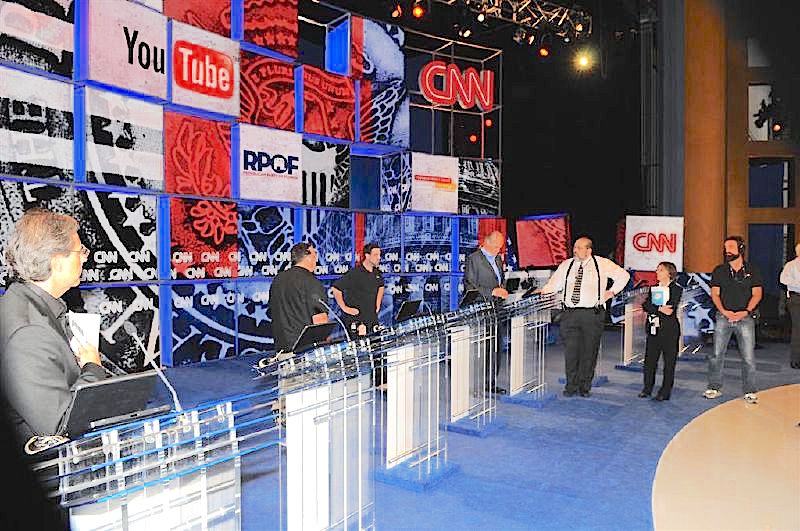
Republikanska partiets presidentvalsdebatt i CNN och Youtube år 2007.

Under sin korta tid på webben har Youtube vuxit snabbt och fått mycket uppmärksamhet. Mun-till-mun-metoden har varit den största anledningen till Youtubes tillväxt sedan dess start och gav webbplatsen sin första stora tillströmning när den tillhandahöll det populära klippet korta Lazy Sunday där Chris Parnell och Andy Samberg från Saturday Night Live medverkar. Upphovsrättsinnehavarna NBC Universal tog dock till åtgärder och i februari 2006 bad NBC att dess kopieringsskyddade material skulle tas bort från Youtube, inklusive Lazy Sunday och videor från Olympiska vinterspelen 2006. De följande månaderna satte Youtube en maxgräns på 10 minuter för videor på Youtube för att stärka sin policy mot kopieringsskyddat material. Gränsen inkluderade inte deras regissörsprogram som speciellt tillhandahåller originalmaterial av amatörfilmare. Uppladdare undkom dock gränsdragningen genom att klippa upp videor i ett eller flera mindre klipp, alla kortare än den gräns på 10 minuter som satts upp. Den riktiga gränsen låg dock på 10:58.

### Upphovsrättsskyddat material
Trots att Youtube förbjuder uppladdning av upphovsrättsskyddat material utan tillstånd består en stor del av videomaterialet av scener ur TV-serier, filmer och musikvideor. Detta fick de amerikanska TV-bolagen NBC och CBS att reagera, vilket tvingade Youtube att ta bort en hel del material. Båda TV-bolagen ändrade sig sedermera och NBC har initierat ett samarbete med Youtube för att visa reklamklipp för olika TV-serier hos NBC. Den 13 mars 2007 stämde mediekoncernen Viacom webbplatsen på 1 miljard US-dollar i skadestånd för över 100 000 videoklipp uppladdade av Youtubes användare men i juni 2010 vann Youtube och andra anmälda företag stämningen.

### Youtube Live
Youtube Live var ett event som hölls den 22 november 2008 i San Francisco, Kalifornien och Tokyo, Japan.
På detta event finns ett flertal Youtube-kändisar såsom Black Eyed Peas-rapparen will.i.am, Tom Dickson från Will It Blend?, Michael Buckley, Fred och sångerskan Katy Perry med många fler.
Rania av Jordanien var också ärad detta event med den absolut första Youtube Visionary Award för sina försök att bekämpa stereotypa och misstolkningar i samband med araber och muslimer. Med över 3 miljoner tittare, skapade Rania av Jordanien en egen kanal på Youtube i mars 2008 för att starta en internationell konversation som hon kallar "unscripted, unedited and unfiltered".

## Kreatörer

### Artister
Det här är en lista över de artister som uppträdde på Youtube Live i ordningen de kom i:

- Katy Perry
- Beardyman
- Brandon Hardesty
- Sick Puppies
- Will It Blend
- Chad Vader
- William Sledd
- Charlie the Unicorn
- Freddie Wong
- Joe Satriani och Funtwo
- Lisanova
- Mythbusters
- Planet B-Boy
- Myers Brothers
- Latimer the Magician
- Michael Buckley
- Mike Relm
- James Kotecki
- will.i.am
- Fred Figglehorn
- Esmée Denters
- Julia Nunes
- SF Parkour
- Soulja Boy Tell'em
- Bo Burnham
- The Spinto Band
- Jon M Chu
- Akon
- Haiaen

Daxflame, TheWineKone och Smosh framträdde också på detta event.

### Stora kreatörer
Detta är en lista över några av de största kreatörerna på YouTube.
1. T-Series -  264 miljoner prenumeranter
2. MrBeast - 256 miljoner prenumeranter
3. Cocomelon - Nursery Rhymes - 174 miljoner prenumeranter
4. SET India - 171 miljoner prenumeranter
5. Kids Diana Show - 121 miljoner prenumeranter
6. Vlad And Niki - 116 miljoner prenumeranter
7. Like Nastya - 114 miljoner prenumeranter
8. Pewdiepie - 111 miljoner prenumeranter
9. Zee Music Company - 106 miljoner prenumeranter
10. WWE - 101 miljoner prenumeranter

(Maj 2024)

### Aprilskämt
Det första aprilskämtet på Youtube infördes den 1 april 2008, och efter det införde Youtube ett aprilskämt varje år fram till och med 2016.
- Den 1 april 2008 gjorde Youtube så att alla videor på startsidan ledde till Rick Astleys musikvideo till låten "Never Gonna Give You Up" (ett så kallat rickrolling-skämt).
- Den 1 april 2009 gjorde Youtube så att hela webbplatsen vändes upp och ner när man klickade på ett videoklipp på startsidan, vilket Youtube kommenterade med att detta var deras nya design på sajten. Man kunde dock via en knapp bredvid varje klipp få sidan att bli i normalläge igen.
- Den 1 april 2010 lade Youtube till ett nytt format som kallades för "endast text-läge" eller "TEXTp", som spelade upp videor med ett slags ASCII-grafik, enligt uppgift för att spara pengar.
- Den 1 april 2011 lade Youtube till en funktion som gjorde att de flesta upplagda videor fick en äldre filmversion. Filmversionen skulle föreställa vara 100 år gammal och istället för ordinarie ljud hördes det pianomusik som inte slutade även om man pausade videon. Var videon textad dök även texten upp i ett utseende som skulle föreställas vara 100 år gammal. Bredvid varje video fanns det dock en knapp där man kunde stänga av 1911-läget.
- Den 1 april 2012 lade Youtube upp reklam för sin DVD-tjänst.
- Den 1 april 2013 lade Youtube återigen upp reklam för sin DVD-tjänst. Samma dag informerade Youtube via en video på sin kanal att de inte skulle tillåta fler videouppladdningar eftersom sidan ursprungligen skapades som tävling för att hitta det bästa filmklippet i världen. Youtube skulle därefter stängas ner tills 2023 för att sedan presentera vinnaren. Alla andra videoklipp skulle samtidigt raderas.
- Den 1 april 2014 laddade Youtube upp en video i vilken de förklarade att de låg bakom alla virala videor någonsin.
- Den 1 april 2015 lade Youtube till en knapp som spelade en kort bit av "Sandstorm" av Darude.
- Den 1 april 2016 lade Youtube till en knapp som kunde göra att man kunde se videor från "Snoop Doggs perspektiv". De menade att man kunde se videor i 360 grader.

## Fakta och statistik

Karta över länder där Youtube finns i lokal variant.

### Lokala versioner av Youtube
| Land           | Språk                                  | Lanseringsdatum   |
| -------------- | -------------------------------------- | ----------------- |
| Argentina      | Spanska (Argentina)                    | 8 september 2010  |
| Australien     | Engelska (Australien)                  | 22 oktober 2007   |
| Brasilien      | Portugisiska (Brasilien)               | 19 juni 2007      |
| Kanada         | Engelska (Kanada) och Franska (Kanada) | 6 november 2007   |
| Tjeckien       | Tjeckiska                              | 9 oktober 2008    |
| Finland        | Finska och Svenska                     | 12 november 2008  |
| Frankrike      | Franska                                | 19 juni 2007      |
| Tyskland       | Tyska                                  | 8 november 2007   |
| Hongkong       | Traditionell kinesiska                 | 17 oktober 2007   |
| Israel         | Engelska                               | 16 september 2008 |
| Indien         | Engelska (Indien)                      | 7 maj 2008        |
| Irland         | Engelska (Irland)                      | 19 juni 2007      |
| Italien        | Italienska                             | 19 juni 2007      |
| Japan          | Japanska                               | 19 juni 2007      |
| Sydkorea       | Koreanska                              | 23 januari 2008   |
| Mexiko         | Spanska (Mexiko)                       | 10 oktober 2007   |
| Nederländerna  | Holländska                             | 19 juni 2007      |
| Nya Zeeland    | Engelska (Nya Zeeland)                 | 22 oktober 2007   |
| Österrike      | Tyska                                  | 8 november 2007   |
| Polen          | Polska                                 | 19 juni 2007      |
| Portugal       | Portugisiska                           | 7 maj 2008        |
| Ryssland       | Ryska                                  | 13 november 2007  |
| Slovakien      | Slovakiska                             | 9 oktober 2008    |
| Spanien        | Spanska                                | 19 juni 2007      |
| Sverige        | Svenska                                | 22 oktober 2008   |
| Sydafrika      | Engelska (Sydafrika)                   | 17 maj 2010       |
| Taiwan         | Traditionell kinesiska (Taiwan)        | 18 oktober 2007   |
| Storbritannien | Engelska (Storbritannien)              | 19 juni 2007      |

Youtube föreslog att användare skulle skickas till de lokala versionerna av webbplatsen baserat på deras IP-adress. I vissa fall visas meddelandet "Den här videon är inte tillgängligt i ditt land" på grund av upphovsrättsliga begränsningar.

### Popularitet

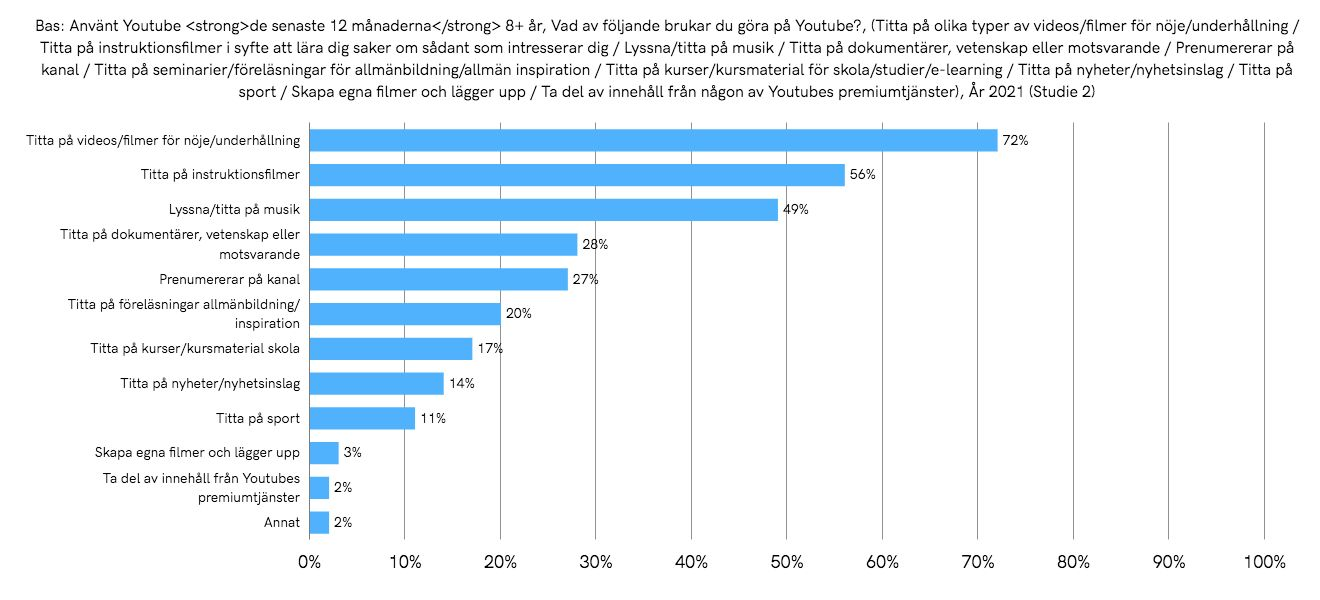
Aktiviteter på Youtube bland de svenska användarna 2021.

Youtube rankades december 2009 som internets tredje mest populära webbplats på Alexa. Över 1 miljard videoklipp visas varje dag på webbplatsen och Google angav i maj 2010 att Youtube fick över två miljarder träffar dagligen.
Enligt ett meddelande 16 juli 2006 sågs det då över 100 miljoner klipp dagligen på Youtube och 65 000 nya videouppladdningar gjordes varje dygn. Sajten hade nästan 20 miljoner besökare varje månad enligt Nielsen/NetRatings , 44 % var kvinnor och 56 % män och 12–17-åringarna var den största åldersgruppen. Enligt undersökningar från Ellacoya Networks tog Youtube upp cirka 10% av all bandbredd på Internet.
Bland de svenska internetanvändarna så är Youtube en populär tjänst, i en jämförelse mellan Youtube, Netflix och TV-kanalernas playtjänster hade Youtube högst användning totalt sett år 2019. Undersökningen Svenskarna och internet visade 2022 att 79 procent av de svenska internetanvändarna hade använt Youtube under det senaste året och att 34 procent gjorde det varje dag, det var en liten minskning från föregående år. Framförallt bland de äldsta generationerna som deltog i undersökningen tycktes Youtubanvändandet minska. Bland användare födda på 2000-talet använde 94 procent Youtube varav 65 procent gjorde det dagligen.
Den vanligaste aktiviteten (72 %) bland de svenska Youtubeanvändarna 2022 var att titta på film för nöjes skull följt av att titta på instruktionsfilm (56%) och på tredje plats kom att lyssna på musik (49%) . Enligt undersökningen skapade endast tre procent av de svenska Youtubeanvändarna egna filmer och la upp.

### Värdering
Även om Youtubes värdepotential på marknaden bara kan vara ren spekulation, uppskattade en artikel i New York Post den 23 juli 2006 att värdet på Youtube kan vara allt från 600 miljoner dollar till en miljard dollar.